# Sandnes Ulf
Sandnes Ulf is een Noorse voetbalclub uit Sandnes, vlak bij de stad Stavanger. In 1911 werd de vereniging opgericht als SK Ulf. Na een fusie in 2004 met Sandnes FK werd de huidige naam aangenomen. De traditionele kleuren van de voetbalvereniging zijn lichtblauw-wit. 

## Geschiedenis
Normaal gesproken is Sandnes Ulf de grootste club uit de stad, maar stond bijna heel de geschiedenis in de schaduw van de regionale grote clubs als Viking Stavanger en Bryne FK.
De club speelde alleen van 1937 tot 1940 in de Norgesserien, de hoogste klasse. In het seizoen 1939/1940 werd het seizoen voortijdig beëindigd door de Tweede Wereldoorlog. De competitie startte pas weer in 1947, maar Sandnes zou niet deelnemen aan haar vierde seizoen in de hoogste klasse. In de loop van de geschiedenis zou de club vooral acteren in de derde klasse.
In 2006 mocht de club vriendschappelijk aantreden tegen Leeds United. Na een vroege 1-0-voorsprong, moest de club zich uiteindelijk gewonnen geven: het werd 2-1 voor de club uit Engeland. 
Een jaar later promoveerde de club naar de 1. divisjon, bekend als het tweede niveau in Noorwegen. De club degradeerde na een seizoen direct weer terug na het behalen van de vijftiende plaats. Terug in de derde klasse werd de club gelijk kampioen en kon daarmee opnieuw promotie naar de 1. divisjon bewerkstelligen.
In 2010 streed Sandnes Ulf lang tegen degradatie en moest uiteindelijk het hoofd buigen voor Follo FK. Door de slechte financiële situatie van Follo kreeg deze geen licentie toegewezen voor de tweede klasse en kon Sandnes zich uiteindelijk toch handhaven.

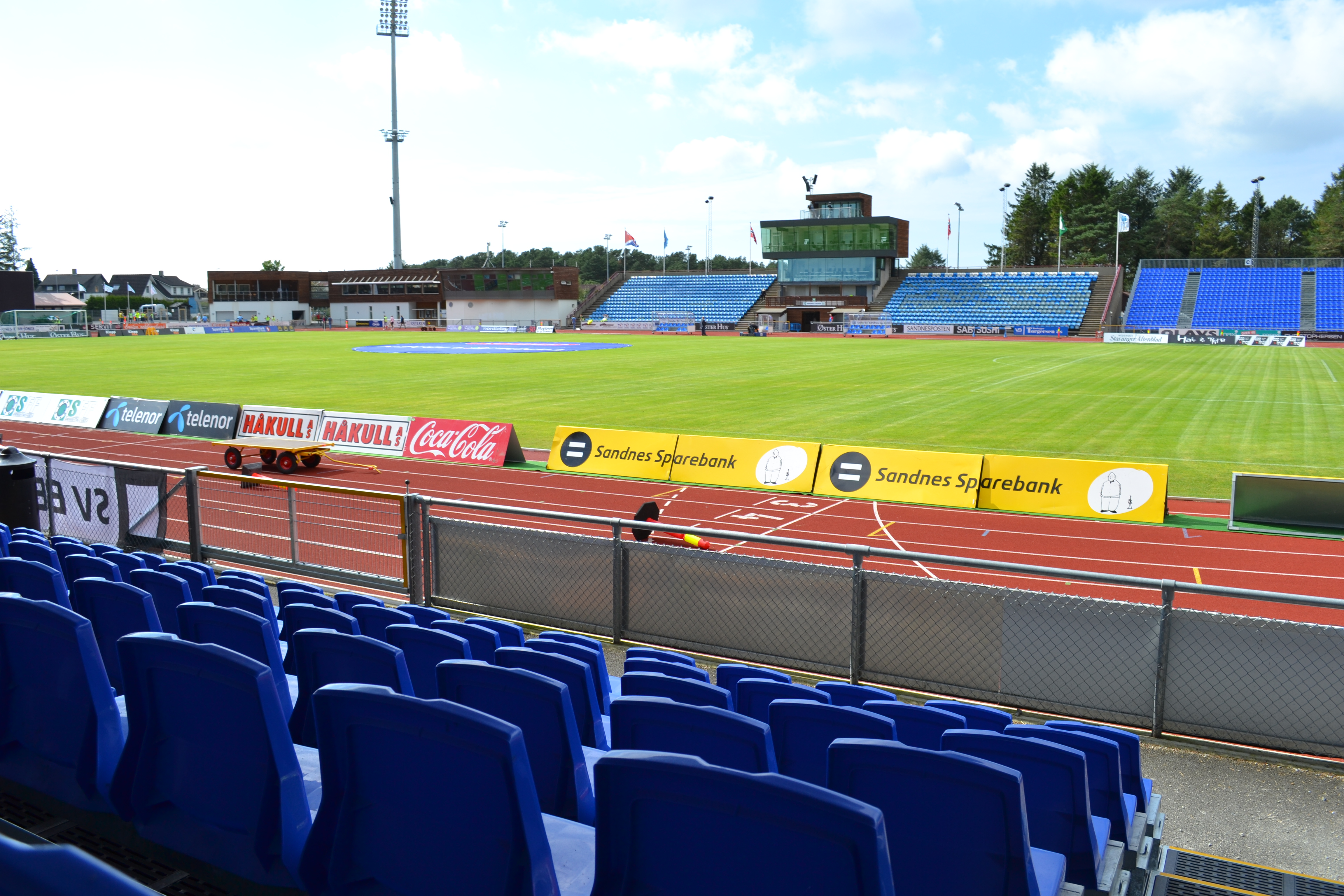
Tot en met het seizoen 2019 werd het Sandnes Stadion voor de thuiswedstrijden gebruikt.

Deze handhaving loonde uiteindelijk voor de club in het jaar erna: Sandnes eindigde als tweede achter Hønefoss BK en promoveerde zo voor het eerst in haar geschiedenis naar de Eliteserien. De ouverture van de club in de hoogste klasse was gelijk een galamatch, want aartsrivaal Viking FK kwam in de eerste speelronde op bezoek in Sandnes. De wedstrijd werd gespeeld voor bijna 5.000 toeschouwers. De club zou het hele seizoen in de onderste regionen bivakkeren en moest uiteindelijk genoegen nemen met een veertiende plaats, door middel van eindrondewinst tegen Ullensaker/Kisa handhaafde Sandnes Ulf zich in de Eliteserien.

## Nieuw stadion
De thuiswedstrijden werden door de voetbalvereniging sinds 1927 in het Sandnes Stadion gespeeld. Het stadionnetje kreeg in 2004 de beschikking over de verouderde zitplaatsen van het Vikingstadion. In 2007 werd bekend dat de club een nieuw stadion moest bouwen om een proflicentie te kunnen behouden, want het voldeed nauwelijks meer aan de eisen van de Noorse voetbalbond. Voor het verblijf in de Eliteserien tussen 2012 en 2014 werden slechts tijdelijke maatregelen genomen om aan de eisen te voldoen. 
In 2008 startte het proces voor de bouw van een nieuw stadion, al had dat een hoop voeten in de aarde. Pas op 20 juni 2018 startte de bouw van het stadion. Om sponsorredenen zal het stadion de naam Øster Hus Arena dragen. 

## Overzichtslijsten

### Eindklasseringen vanaf 1949
| 3 |

| 6 |

| 1 |

| 6 |

| 7 |

| 1 |

| 2 |

| 1 |

| 6 |

| 2 |

| 7 |

| 1 |

| 1 |

| 2 |

| 2 |

| 2 |

| 4 |

| 5 |

| 3 |

| 2 |

| 1 |

| 5 |

| 5 |

| 10 |

| 4 |

| 3 |

| 3 |

| 2 |

| 5 |

| 2 |

| 5 |

| 4 |

| 5 |

| 5 |

| 11 |

| 7 |

| 3 |

| 2 |

| 3 |

| 1 |

| 2 |

| 5 |

| 9 |

| 5 |

| 8 |

| 12 |

| 3 |

| 4 |

|  |

|  |

|  |

|  |

| 8 |

| 6 |

| 12 |

| 8 |

| 4 |

| 2 |

| 1 |

| 15 |

| 1 |

| 13 |

| 2 |

| 14 |

| 13 |

| 16 |

| 7 |

| 4 |

| 5 |

| 10 |

| 9 |

| 7 |

| 8 |

| 5 |

| 11 |

| Niveau 1 | Niveau 2 | Niveau 3 | Niveau 4 |

De Noorse divisjons hebben in de loop der jaren diverse namen gekend, zie:  Eliteserien#Geschiedenis, 1. divisjon#Naamsveranderingen, 2. Divisjon.

### Seizoensresultaten vanaf 2003
| Seizoen | №  | Clubs | Divisie     | Duels | Winst | Gelijk | Verlies | Doelsaldo | Punten | Tsch  |
| ------- | -- | ----- | ----------- | ----- | ----- | ------ | ------- | --------- | ------ | ----- |
| 2003    | 1  | 12    | 3. divisjon | 22    | 18    | 2      | 2       | 61–25     | 56     | ??    |
| 2004    | 8  | 14    | 2. divisjon | 26    | 10    | 4      | 12      | 38–47     | 34     | ??    |
| 2005    | 3  | 14    | 2. divisjon | 26    | 11    | 9      | 6       | 57–43     | 42     | ??    |
| 2006    | 2  | 14    | 2. divisjon | 26    | 15    | 7      | 4       | 50–32     | 52     | ??    |
| 2007    | 1  | 14    | 2. divisjon | 26    | 17    | 4      | 5       | 66–30     | 55     | ??    |
| 2008    | 15 | 16    | 1. divisjon | 30    | 5     | 10     | 15      | 36–55     | 25     | 1.255 |
| 2009    | 1  | 14    | 2. divisjon | 26    | 19    | 4      | 3       | 88–28     | 61     | ??    |
| 2010    | 13 | 16    | 1. divisjon | 30    | 8     | 7      | 13      | 33–40     | 31     | 1.088 |
| 2011    | 2  | 16    | 1. divisjon | 30    | 18    | 2      | 10      | 58–32     | 56     | 1.517 |
| 2012    | 14 | 16    | Eliteserien | 30    | 8     | 8      | 14      | 44–56     | 32     | 3.842 |
| 2013    | 13 | 16    | Eliteserien | 30    | 9     | 6      | 15      | 36–58     | 33     | 3.139 |
| 2014    | 16 | 16    | Eliteserien | 30    | 4     | 10     | 16      | 27–53     | 22     | 3.071 |
| 2015    | 7  | 16    | 1. divisjon | 30    | 13    | 8      | 9       | 49–40     | 47     | 1.987 |
| 2016    | 4  | 16    | 1. divisjon | 30    | 15    | 6      | 9       | 55–28     | 51     | 1.717 |
| 2017    | 5  | 16    | 1. divisjon | 30    | 14    | 9      | 7       | 44–39     | 51     | 1.569 |
| 2018    | 10 | 16    | 1. divisjon | 30    | 11    | 9      | 10      | 43–47     | 42     | 1.667 |
| 2019    | 9  | 16    | 1. divisjon | 30    | 11    | 5      | 14      | 46–49     | 38     | 1.304 |
| 2020    | 7  | 16    | 1. divisjon | 30    | 11    | 8      | 11      | 46–55     | 41     | 200   |
| 2021    | 8  | 16    | 1. divisjon | 30    | 10    | 9      | 11      | 43–49     | 39     | 1.485 |
| 2022    | 5  | 16    | 1. divisjon | 30    | 14    | 5      | 11      | 54-52     | 47     | 1.995 |
| 2023    | 11 | 16    | 1. divisjon | 30    | 10    | 7      | 13      | 42-45     | 37     | 1.917 |

## Selectie
| - V Johnny Lundberg - V Emil Johansson - V Edier Frejd - V Avni Pepa - A Henrik Furebotn - M Aksel Berget Skjølsvik - A Marius Helle - A Steven Lennon - A Diego Rubio - K Sean McDermott | - M Niklas Sandberg - A Ole Kristian Langas - V Vegard Aanestad - M Tijan Jaiteh - M Anel Raskaj - M Erik Tønne - V Kenneth Sola - M Zymer Bytyqi - V Derek Decamps - A Kent Havard Eriksen |

## Trainer-coaches
| Trainer-coaches van Sandnes Ulf sinds 2006 | Trainer-coaches van Sandnes Ulf sinds 2006 | Trainer-coaches van Sandnes Ulf sinds 2006 | Trainer-coaches van Sandnes Ulf sinds 2006 | Trainer-coaches van Sandnes Ulf sinds 2006 | Trainer-coaches van Sandnes Ulf sinds 2006 | Trainer-coaches van Sandnes Ulf sinds 2006 |
| Naam                                       | Geboren                                    | Aangesteld                                 | Opgestapt                                  | Dagen                                      | Wed.                                       | Gem.                                       |
| ------------------------------------------ | ------------------------------------------ | ------------------------------------------ | ------------------------------------------ | ------------------------------------------ | ------------------------------------------ | ------------------------------------------ |
| Bengt Sæternes                             | 01.01.1975                                 | 01.01.2015                                 | heden                                      | 691                                        | 67                                         | 1,64                                       |
| Tom Nordlie                                | 02.03.1962                                 | 23.07.2014                                 | 31.12. 2014                                | 161                                        | 14                                         | 0,86                                       |
| Bjarte Lunde Aarsheim                      | 14.01.1975                                 | 16.07.2014                                 | 23.07.2014                                 | 7                                          | 1                                          | 0,00                                       |
| Asle Andersen                              | 15.02.1972                                 | 23.03.2006                                 | 16.07.2014                                 | 3037                                       | 169                                        | 1,16                                       |